# Aşağıkarataş, Ceylanpınar
Aşağıkarataş là một xã thuộc huyện Ceylanpınar, tỉnh Şanlıurfa, Thổ Nhĩ Kỳ. Dân số thời điểm năm 2011 là 727 người.